# Келли, Джимми (футболист, 1957)
Джеймс Уи́льям Ке́лли (англ. James William Kelly; 2 мая 1957, Карлайл), более известный как Джи́мми Ке́лли (англ. Jimmy Kelly) — английский футболист, полузащитник. 

## Футбольная карьера
Уроженец Карлайла (графство Камберленд), Келли начал футбольную карьеру в академии «Манчестер Юнайтед». В апреле 1972 года подписал ученический контракт, а в мае 1974 года — профессиональный контракт. В основном составе «Манчестер Юнайтед» дебютировал 20 декабря 1975 года в матче Первого дивизиона против «Вулверхэмптон Уондерерс» на стадионе «Олд Траффорд», выйдя на замену Брайану Гринхоффу. Участие в той игре стало для Келли единственным официальным матчем за «Манчестер Юнайтед».
В 1976 году Келли отправился в клуб Североамериканской  футбольной лиги «Чикаго Стинг» (сначала — на правах аренды, а год спустя — на постоянной основе). Провёл в команде три сезона, сыграв 58 матчей и забив 8 голов в чемпионате. В 1978 году провёл 7 матчей за «Лос-Анджелес Ацтекс». В 1979 году стал игроком клуба «Талса Рафнекс». Выступал как за «обычную» футбольную команду «Талсы», так и за команду по индору. В 1981 году перешёл в «Торонто Близзард». В сезоне 1982/83 выступал за индор-клуб «Лос-Анджелес Лейзерс».
После завершения карьеры игрока работал футбольным тренером в США.